# 桂林戰鬥
桂林戰鬥發生於1921年8月13日，地點則是在中國廣西桂林一帶。是北洋政府時期內戰之一，交戰兩方為桂軍沈鴻英及來自雲南的滇軍朱培德。戰鬥結束後，進攻的滇軍順利佔領廣西桂林一帶，自命救桂軍總司令的沈鴻英敗走湖南。